# Arjen Grolleman
Arjen Grolleman (Deventer, 22 augustus 1972 - Hilversum, 20 januari 2010) was een Nederlands radio-dj.
Al op jonge leeftijd raakte hij gefascineerd door het medium radio. Op de middelbare school richtte hij zijn eigen schoolradiozender op. Zijn ambitie reikte echter verder en in 1995 kwam Grolleman bij het toen nog publieke Veronica terecht. Daarnaast draaide hij Hollandse hits op Holland FM. Ook op de opvolgers van dat station, HitRadio 1224 en HitRadio Veronica, was hij te horen. Uiteindelijk vertrok hij er, om zich volledig te concentreren op zijn radioliefde, het alternatieve-muziekstation Kink FM. Wel was hij tussen 2003 en 2005 te horen op Radio Veronica.
Na een aantal experimentele radionachten op Radio 3FM, ging Kink FM in september 1995 van start, waar hij vanaf het begin te horen was en dat Grolleman als zijn 'kindje" beschouwde. Zijn presentatiestijl kenmerkte zich door een intellectuele invalshoek, soms op het literaire af. Tevens citeerde hij teksten van dichters als Arthur Rimbaud en filosofen als Arthur Schopenhauer tussen zijn muziek door. Als het na een jaar wat minder gaat met Kink FM en de meeste medewerkers op straat komen te staan, blijft Grolleman op vrijwillige basis programma's maken. Tot 2004 presenteerde hij wekelijks de hitlijst Outlaw 41. Grolleman was met sidekick Mark van der Molen elke werkdag te horen van 17 tot 19 uur met zijn show Avondland waar hij een breed scala aan progressieve popmuziek ten gehore bracht die vaak afgewisseld werd met maatschappij-kritiek en politieke analyses en sketches. Tevens draaide hij samen met Bob Rusche experimentele muziek, variërend van ambient tot soundtracks, en van dode dichters tot industrial, op zondagavond in het programma X-Rated.
Sinds het vertrek van Jan Hoogesteijn als directeur van Kink FM begin 2006, vormde Grolleman samen met Jantien van Tol de directie van Kink FM.
Naast zijn werk voor Kink FM presenteerde hij sinds september 1997 maandelijks één aflevering van het programma Popart op de Concertzender, met "muziek op de grens van pop en avantgarde". Sinds juni 2005 werd dat wekelijks zijn eigen programma Popart Live op maandagmiddag, dat in september 2006 voortging als Il Futurismo en sindsdien ook te beluisteren is op zaterdagmiddag op Radio 6. Verder was hij de vaste stem van televisiezender RTL 5 en sprak hij regelmatig radio- en televisiereclames in en sprak hij ook het programma Goochelaars Ontmaskerd in wat in 1997 onderdeel van SBS6 en van RTL 5 was tot 2009. Grolleman was sinds het prille begin van de Landelijke StichtingTegenZinloosGeweld de voice-over van alle radio- en televisiespots van het Lieveheersbeestje.
Op 37-jarige leeftijd overleed Grolleman door een ongeval in zijn woning.
Diverse radiostations stonden op de dag van zijn crematie in Crematorium Daelwijck, 25 januari 2010, om 15:00 uur stil bij de plechtigheid door Grollemans favoriete nummer te draaien, Tears Run Rings van Marc Almond uit 1988. Op 25 maart 2010 werd Arjen Grolleman herdacht met een speciale avond in Nachttheater Sugar Factory in Amsterdam, Kink FM presents: Tears Run Rings, a tribute to Arjen Grolleman, waar Marc Almond ook optrad.